# West Plains
West Plains és una població dels Estats Units a l'estat de Missouri. Segons el cens del 2000 tenia 10.866 habitants.

## Demografia
Segons el cens del 2000, West Plains tenia 10.866 habitants, 4.518 habitatges, i 2.909 famílies. La densitat de població era de 339,4 habitants per km².
Dels 4.518 habitatges en un 31,1% hi vivien nens de menys de 18 anys, en un 48,6% hi vivien parelles casades, en un 12,8% dones solteres, i en un 35,6% no eren unitats familiars. En el 32,1% dels habitatges hi vivien persones soles el 16,8% de les quals corresponia a persones de 65 anys o més que vivien soles. El nombre mitjà de persones vivint en cada habitatge era de 2,29 i el nombre mitjà de persones que vivien en cada família era de 2,87.
Per edats la població es repartia de la següent manera: un 24,8% tenia menys de 18 anys, un 8,7% entre 18 i 24, un 25,6% entre 25 i 44, un 19,6% de 45 a 60 i un 21,2% 65 anys o més.
L'edat mediana era de 38 anys. Per cada 100 dones de 18 o més anys hi havia 77 homes.
La renda mediana per habitatge era de 24.122 $ i la renda mediana per família de 30.369 $. Els homes tenien una renda mediana de 24.705 $ mentre que les dones 17.312 $. La renda per capita de la població era de 15.019 $. Entorn del 15,1% de les famílies i el 19% de la població estaven per davall del llindar de pobresa.

## Poblacions més properes
El següent diagrama mostra les poblacions més properes.